# 라스플라사스
라스플라사스(Las Plassas)는 사르데냐어로 이스 프라차스 또는 이스 플라차스라고 불리며, 이탈리아의 사르데냐 주에 있는 수드사르데냐도의 코무네 (지방 자치체)로, 칼리아리 북쪽으로 약 50km, 산루리 북동쪽으로 약 15km 떨어진 곳에 있다.
라스플라사스는 다음 지자체들과 접해 있다: 바루미니, 파울리아르바레이, 투일리, 빌라마르, 빌라노바프란카.